# 算术平均数
算术平均数（arithmetic mean）是表征数据集中趋势的一个统计指标。它是一组数据之和，除以这组数据个数/項数。
算术平均数在统计学上的优点，就是它较中位数、众数更少受到随机因素影响，
缺点是它更容易受到极端值影响。
计算公式为：
{\displaystyle {\bar {x}}={\frac {\sum _{i=1}^{n}x_{i}}{n}}={\frac {x_{1}+x_{2}+\cdots +x_{n}}{n}}}
在统计学中，对样本的平均值用 {\displaystyle {\bar {x}}} 表示，对母体数据的平均值用 {\displaystyle \mu } 表示。樣本平均數可作為母體平均數的一個不偏估計式。